# باشگاه فوتبال آمریکایی‌های نیویورک
آمریکایی‌های نیویورک یک باشگاه فوتبال آمریکایی بود که در سال ۱۹۳۱ تأسیس شد. این باشگاه در نیویورک مستقر است و در اولین لیگ فوتبال آمریکا و دومین لیگ فوتبال آمریکا بازی کرد.

## تاریخچه
در سال ۱۹۳۱، ارنو شوارتز، که هم برای غول‌های نیویورک و هم برای هاکوآ آل استارز در ای‌اس‌ال بازی کرده بود، تیم خود به نام آمریکایی‌های نیویورک را تأسیس کرد. در آن پاییز، او وارد لیگ فوتبال آمریکا شد که در حال فروپاشی بود که ناشی از خسارات مالی ناشی از "جنگ‌های فوتبال" ۱۹۲۹–۱۹۲۸ و شروع رکود بزرگ بود. شوارتز در دو سال آخر ای‌اس‌ال مالک، بازیکن و مدیرعامل آمریکایی‌ها بود. پس از فروپاشی ای‌اس‌ال اصلی پس از فصل بهار ۱۹۳۳، مالکیت آمریکایی‌ها و بروکهتان به شکل گیری سطح حرفه‌ای جدید، اما پایین‌تر، ای‌اس‌ال در سال ۳۴–۱۹۳۳ کمک کرد. یکی از بازیکنان قابل توجه این تیم سول آیزنر بود.
درست قبل از فصل ۵۷–۱۹۵۶، باشگاه با بروکلین هاکوآ ادغام شد و نیویورک هاکوآ را تشکیل داد.
این باشگاه در سال ۱۹۵۰ جام لوئیس و جام دافی را برد. این باشگاه همچنین در سال ۱۹۵۴ یک دابل کرد و هم قهرمانی ای‌اس‌ال و هم جام چالش ملی را به دست آورد.
در سال ۱۹۶۵، تیمی به نام آمریکایی‌های نیویورک وارد لیگ بین‌المللی فوتبال (ای‌اس‌ال) شد و در فینال به پولونیا بیتوم باخت.